# Las tres Gracias (van Loo)
Las tres Gracias es un cuadro del pintor Charles-André van Loo, realizado en 1763, que se encuentra en el Museo de Arte del Condado de Los Ángeles, Estados Unidos.
El pintor, especializado en retratos, se decanta en esta ocasión por un tema mitológico, uno de los más representados en el arte, como es el de las Cárites o Gracias, con famosas representaciones de Rubens, (cuatro versiones), Lucas Cranach el Viejo o Rafael Sanzio, pintadas en solitario o como cortejo de otros dioses (Botticelli, La primavera o Dalí, Playa encantada con tres Gracias fluidas).

## Tema
Las Gracias originalmente eran divinidades de la vegetación y posteriormente lo fueron de la belleza. Habitantes del Olimpo e hijas de Zeus y Hera, Eufrósine (la Serena), Talía, la Floreciente y Aglaya, la Brillante, representaban lo amable de la vida y lo que alegra a dioses y humanos. Como influencia fundamental de los artistas, (Hesiodo inicia su obra Teogonía bajo la influencia de las Cárites) estos se valieron de ellas como fuente de inspiración. Aunque representadas ya en tiempos de los artistas del Imperio Romano (por ejemplo en los frescos de Pompeya, Museo Arqueológico de Nápoles, siglo I a. C.), es a partir del arte cristiano, cuando se equipara a las semidiosas griegas con la Castidad, la Belleza y el Amor.

## Descripción
Una vez más, las tres Gracias son representadas prácticamente desnudas, como ocurre desde el siglo IV a. C. tomadas de la mano en un semicírculo y protegidas con una gran tela a modo de cubierta colgada del árbol que las cobija. Dos miran en una dirección, mientras la otra dirige la suya en dirección opuesta a las primeras.
Son la encarnación del canon de belleza aceptado en la época, además de una excelente excusa para mostrar unos desnudos femeninos en una sociedad poco tolerante al respecto.

## Véase también

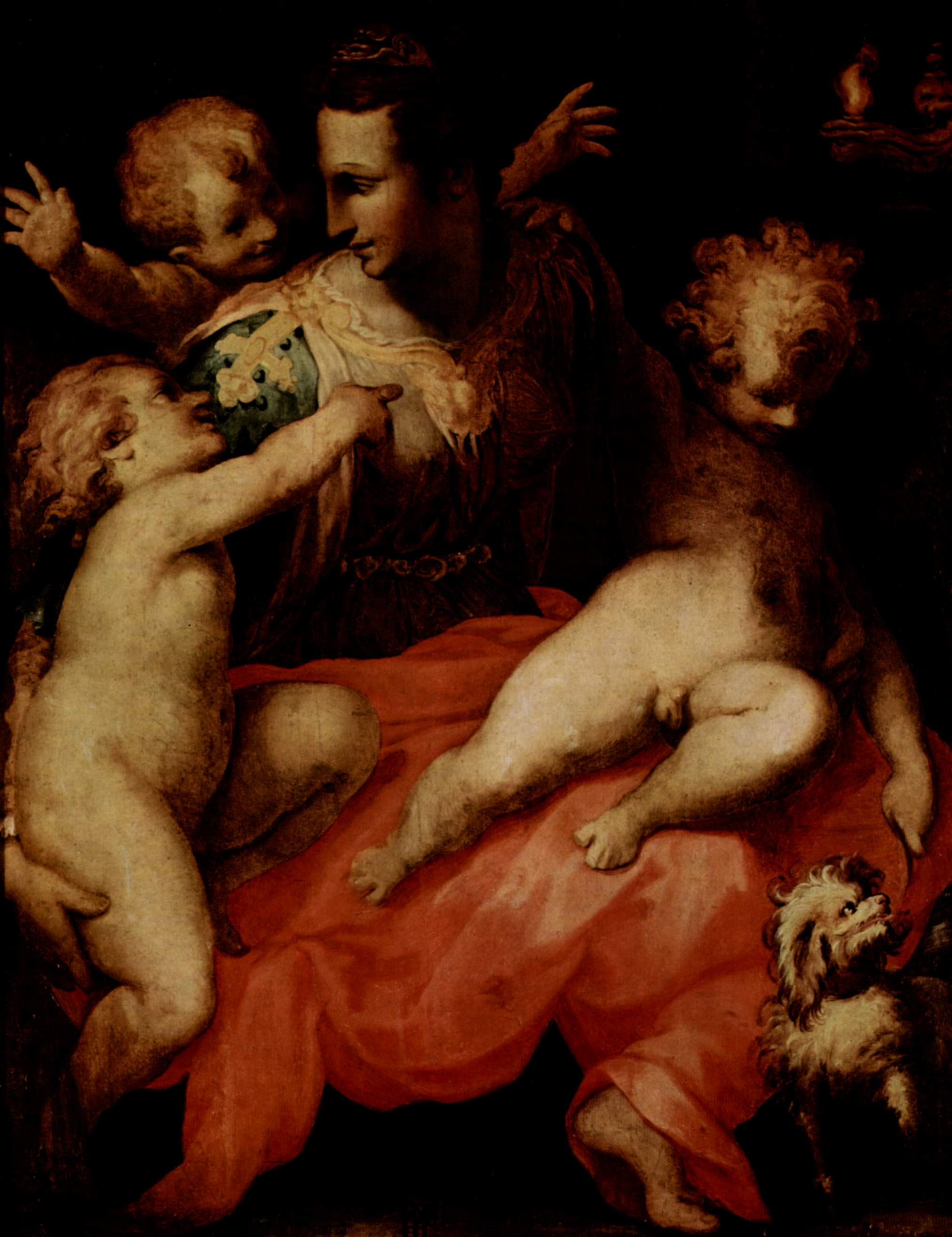
Las tres Gracias, 1570, Francesco Morandini.